# Lovro Preprotnik
Lovro Preprotnik (Zagreb, 4. prosinca 1996.) hrvatski je filmski, televizijski i kazališni glumac te scenarist.

## Filmografija

### Filmovi
- "F20" kao mladić (2018.)
- "Arhiv" kao Fran (2018.)
- "Jedno ubojstvo za van" kao Stanislav (2017.)
- "Odrazi" kao Igor (2016.)
- "Don Ron" kao Provokator (2016.)
- "Pogledi: Kako ste vi to zamislili" kao Noa (2016.)
- "Jeka" kao Mladić (2015.)
- "Ljubav ili smrt" kao Navijač (2014.)
- "Hladnokrvno" kao Mihael (2014.)
- "7 Sati Kasnije" kao Zombie Killer (2013.)
- "Ostane okus dima na kraju" kao Konobar (2013.)

### Serije
- "Crno-Bijeli Svijet" kao Student ADU-a (2016.)
- "Prava žena" kao Hokejaš (2016.)
- "Kud puklo da puklo" kao Volonter #2 (2016.)
- "Dobriša Cesarić: Odabrane pjesme" kao Pripovjedač (2013.)

### Promotivni video
- "Jedna Sekunda" kao Dečko (2016.)

- "STOP Discrimination" kao Mladić (2015.)

- "Out of Sadness – Promotional Video #2" kao Mladić (2013.)

- "Out of Sadness" kao Mladić (2013.)

### Reklame
- "Vrati se u sigurnost! Zajedno možemo!" kao Žrtva (2021.)
- "VIP Klub" kao Sin (2016.)

- "Cineplexx" kao Vodič (2016.)

- " Hrvatska poštanska banka" kao Protestant (2015.)

### Sinkronizacija
- "A Curious Story About the Purple Moon and the Crystal Horse" kao Najavljivač (2019.)
- "The Dolphin: Story of a Dreamer" kao Narator Najave (2013.)

## Kazalište
- "Projekt Paralel" kao Vrijeme (2018.)
- "Koga nema, bez njega se može" kao Princ (2015.)
- "And Now: Another Story About the Christmas" kao Nikola (2014.)
- "Svi smo mi umjetni(ci)" kao Denis (2013.)

## Vanjske poveznice
- Lovro Preprotnik na IMDB-u
- Lovro Preprotnik na filmskoj stranici MUBI